# Daily Post (Hobart)
O Daily Post foi um jornal publicado em Hobart, Tasmânia, de 27 de maio de 1908 a 29 de junho de 1918. Foi estabelecido por Alfred John Nettlefold e, em 1910, o Clipper foi fundido com ele. Em 1918, tornou-se The World. As edições foram digitalizadas e estão disponíveis no Trove.